# Wolfgang Schaeffer
Wolfgang Cecil Schaeffer (* 31. August 2009) ist ein US-amerikanischer Schauspieler. Er hat eine ältere Schwester namens Summer Schaeffer.

## Werdegang
Wolfgang Schaeffer begann seine Schauspielkarriere mit elf Jahren mit der Verkörperung des Young Shelby Mattson in der Fernsehserie Criminal Minds. 2021 erlangte er durch die Verkörperung des Lincoln Loud in der Realverfilmung von Willkommen bei den Louds Bekanntheit und spielt diese Rolle auch in der nachfolgenden Fernsehserie und dem Nachgänger-Film Halloween bei den echten Louds.

## Filmografie
- 2020: Criminal Minds (Fernsehserie, Folge 15x3)
- 2021: Weihnachten bei den Louds (Fernsehfilm)
- 2022: Pivoting (Fernsehserie, 2 Folgen)
- 2022–2024: Willkommen bei den echten Louds (Fernsehserie, 40 Folgen)
- 2023: Halloween bei den echten Louds (Fernsehfilm)
- 2024: Tiny Chef (Fernsehserie, Folge 2x5)

## Wissenswertes
- Wenn er Lincoln ein Geschenk machen könnte, würde er ihm ein Abonnement von Paramount+ schenken, damit sie gemeinsam Weihnachten bei den Louds anschauen könnten, und dazu ein paar neue orangefarbene Poloshirts, welche sein Comic-Gegenstück Lincoln immer trägt.[4]
- Als die Dreharbeiten für den Film beendet waren, durfte er von der Crew ein Paar Schuhe, die er als Lincoln Loud trug, behalten. Wenn er etwas anderes vom Set behalten könnte, würde er ein orangefarbenes Poloshirt behalten (was er hofft, wenn ein weiterer Realfilm gedreht wird).[4]
- Wenn er eine Sache vom Set von Willkommen bei den echten Louds behalten könnte, wäre es Bun-Bun, ein Kuscheltier-Hase, welcher Lincoln zum Schlafen benutzt.[5]
- Wenn ein weiterer Film gedreht wird, soll dieser entweder auf einem anderen Feiertag als Weihnachten basieren oder darin bestehen, dass Lisa die Familie Loud klont.[4]                                                    Ersteres ist mit Halloween bei den echten Louds letztlich wahr geworden.
- Im wirklichen Leben wäre er nur dann mit dem Leben in einer so großen Familie wie Lincolns zurechtgekommen, wenn er mit der Live-Action-Besetzung zusammenleben würde.[6]
- Er hofft, dass die Fans gespannt sein werden, wie die Dynamik zwischen Lincoln und Clyde in der Serie erforscht wird.[6]
- Der Moment aus den Dreharbeiten der Serie, an den er sich am besten erinnert, ist der Dreh einer Einstellung, in der Lincoln aus „Spelling and Doorbelling“ ganz blau ist.[5]
- Er glaubt nicht, dass es einen „Schlüssel“ zur Führung eines Haushalts wie dem Loud-Haus gibt.[5]
- Abseits der Sets trieb er am liebsten mit den Darstellern Sport.            Ironischerweise treibt Lincoln nicht gerne Sport.[7]
- Er findet, dass für ihn die lustigsten Tage am Set der Realserie die Tage waren, an denen die gesamte Besetzung der Familie Loud für die Dreharbeiten anwesend war.[7]
- Er war schon einmal in einer Stadt, die er mit Royal Woods vergleichen kann.[8]
- Sein Lieblingslied in „A Musical to Remember“ ist „Get His Memory Back“, das erste Lied, das gefilmt wurde, nachdem die Produktion nach dem Streik der Writers Guild of America im Jahr 2023 wieder aufgenommen wurde.[9]